# 想像中的你
〈想像中的你〉（韓語：〈상상 속의 너〉）是韓國的男子組合DONGKIZ第一首數位單曲，於2019年9月11日由Dongyo Entertainment和Genie Music發行，主打歌名同為〈想像中的你〉。

## 專輯介紹
〈想像中的你〉是DONGKIZ爲粉絲們準備的充滿激動的驚喜禮物。
以2019年4月正式出道專輯《DONGKIZ ON THE BLOCK》爲開端,7月《BlockBuster》等新鮮音樂和活潑的舞臺,以DONGKIZ獨有的特色體裁和顏色給大衆留下深刻印象的DONGKIZ從出道開始就一起爲粉絲團送上禮物般的歌曲〈想像中的你〉。
DONGKIZ首次演唱的中速流行舞曲《想象中的你》繼出道曲《NOM》之後,由偶像劇的熱門製造者Aven全勝、鄭在燁擔任製作而誕生。 這首歌包含了只在夢中描繪,想象在現實中還沒有見面的她就很幸福,總有一天會見面的充滿激動的歌詞,從副歌部分開始就爆發的活潑的Pop Synth Sound和成員宰燦親自參與作詞,充分展現了DONGKIZ獨有的明朗積極氣息。
另外〈想像中的你〉MV由DONGKIZ的練習、演出、舞臺幕後花絮等未公開視頻和粉絲們親自發來的應援信息、視頻、照片等組成,誕生爲充滿特別感的MV。〈想像中的你〉將通過與出道專輯《NOM》和《BlockBuster》中展現的面貌不同的能量概念和音樂吸引大衆的眼球。。

## 曲目
| 曲序     | 曲目                                           |                 | 作曲       | 编曲       | 时长 |
| -------- | ---------------------------------------------- | --------------- | ---------- | ---------- | ---- |
| 1.       | 想像中的你 상상 속의 너 (Dreaming You)         | UCKU JYMON 宰燦 | UCKU JYMON | UCKU JYMON | 2:57 |
| 2.       | 想像中的你 (Inst.) 상상 속의 너 (Dreaming You) |                 | UCKU JYMON | UCKU JYMON | 2:57 |
| 总时长： | 总时长：                                       | 总时长：        | 总时长：   | 总时长：   | 5:54 |

## 相關影片
| 年份   | 日期    | 影片名稱                           |
| ------ | ------- | ---------------------------------- |
| 2019年 | 9月10日 | Teaser （页面存档备份，存于）      |
| 2019年 | 9月11日 | MV （页面存档备份，存于）          |
| 2019年 | 9月11日 | MV Reaction （页面存档备份，存于） |
| 2020年 | 6月12日 | 練習室ver. （页面存档备份，存于）  |